# Bacillus megaterium
Bacillus megaterium è un batterio a bastoncino, Gram-positivo, utilizzato nella composizione dei concimi in agricoltura e orticultura.
È uno dei più grandi eubatteri che si possono trovare nel suolo. Gruppi di questo batterio vengono spesso trovati in catene in cui le cellule sono legate da polisaccaridi sulle pareti cellulari. Il B. megaterium è in grado di sopravvivere in alcune condizioni estreme come ambienti desertici grazie alle spore che esso stesso forma. A volte questo particolare batterio può essere trovato anche su superfici comuni che vengono toccate frequentemente.
Il B. megaterium produce l'enzima penicillina amidasi usato per la produzione di penicillina. Produce inoltre enzimi per modificare corticosteroidi e diversi aminoacidi deidrogenasi; è uno dei responsabili della biosintesi della cobalamina. 

## Storia del nome
La specie fu descritta nel 1884 da Anton de Bary, che lo chiamò Bacillus megaterium, ma non diede un'etimologia. Tuttavia alcuni autori seguenti lo chiamarono B. megatherium presumendo che il nome fosse stato scritto scorrettamente.
Il nome è un sostantivo in apposizione ed è formato dall'aggettivo greco mega (μέγας, μεγάλη, μέγα), che significa "grande", e da una seconda parola di etimologia poco chiara. Sono possibili tre ipotesi sull'epiteto "megaterium":
- errore ortografico non intenzionale della parola therion (θηρίον ovvero belva) per indicare "la grande bestia" (supposizione poco probabile dal momento che de Bary e i suoi studenti utilizzarono in maniera consistente l'appellativo "megaterium")
- contrazione di "megabacterium" come fu supposto da Rippel
- derivazione da teras, teratos (τέρας, τέρατος, un nome neutro che significa presagio o, indirettamente, mostro) che potrebbe essere interpretato come "grande mostro"